# Schafhausen (Kinding)
Schafhausen ist ein Gemeindeteil des Markts Kinding und eine Gemarkung im Landkreis Eichstätt in Oberbayern.

## Lag
Das Dorf liegt im Anlautertal, einem Seitental der Altmühl, etwa 7 Kilometer südwestlich von Kinding.

## Geschichte

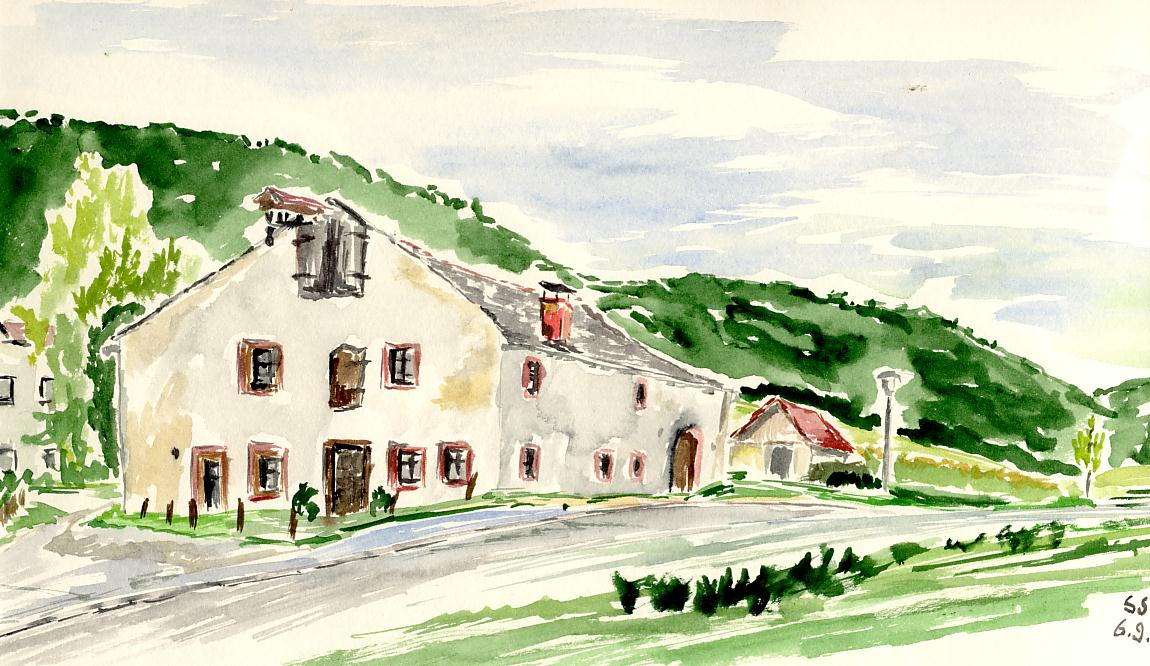
Jura-Bauernanwesen in Schafhausen im Anlautertal. Aquarell von Siegfried Schieweck-Mauk, Eichstätt (Nr. 519)

Der Ort wird erstmals 1179 in einer Urkunde erwähnt, in der Papst Alexander III. dem Domkapitel Eichstätt den Besitz des Meierhofes und Rechte bestätigt. 1377 wird Heinrich von Absberg zu Rumburg (Ruine über Enkering) der Besitz des Dorfes zugesprochen. Zwei Jahre später erklärt das kaiserliche Hofgericht dessen Ansprüche für unbegründet, so dass Besitz und Rechte weiterhin dem Domkapitel gehören. 1413 kauft der Eichstätter Bischof Friedrich IV. von Oettingen den Ort für das Hochstift, wo er bis zur Säkularisation 1802 verbleibt. 
1808 kommt Schafhausen zum Königreich Bayern, wo es, mit dem Nachbarort Erlingshofen vereint, dem Landgericht Kipfenberg zugeordnet wurde. 1818 wurde der Ort mit der benachbarten Schafhausermühle eine Ruralgemeinde, die aber 1830 mit seinen sechs landwirtschaftlichen Anwesen in die Gemeinde Erlingshofen eingegliedert wird. Als 1837 Bayern neu in Kreise aufgeteilt wird, wird die Gemeinde Erlingshofen Teil des Bezirksamtes (ab 1938 des Landkreises) Eichstätt. 1875 zählte das Dorf 53 Einwohner in zehn Häusern. 1943 bis 1949 wohnte die Schriftstellerin und Malerin Dörthe Ulmer-Stichel im Ort. 1961 wurde das Dorfwirtshaus aufgelassen; über dem Eingang stand bis vor wenigen Jahren in großen Lettern der Spruch: 
„Dies Haus ist mein – und doch nicht mein,
beim Zweiten [Besitzer] wird's wohl auch so sein.
Den Dritten trägt man auch hinaus.
Freund, sag mir, wem gehört dies Haus.“
Mit der Gebietsreform wird Schafhausen durch die Eingemeindung von Erlingshofen im Jahr 1971 zum Gemeindeteil des Markts Kinding. In den 1990er Jahren wurden 50 Asylbewerber in den Ort einquartiert; es kam zu Spannungen unter den Asylbewerbern mit einem Todesfall durch Messerstiche. Für die alteingesessenen etwa 50 Einwohner war dies eine Zeit erheblicher Belastung.
Etwa 425 Meter südsüdwestlich der Ortsmitte befand sich die vor- und frühgeschichtliche Abschnittsbefestigung Mallburg.

## Sehenswürdigkeiten

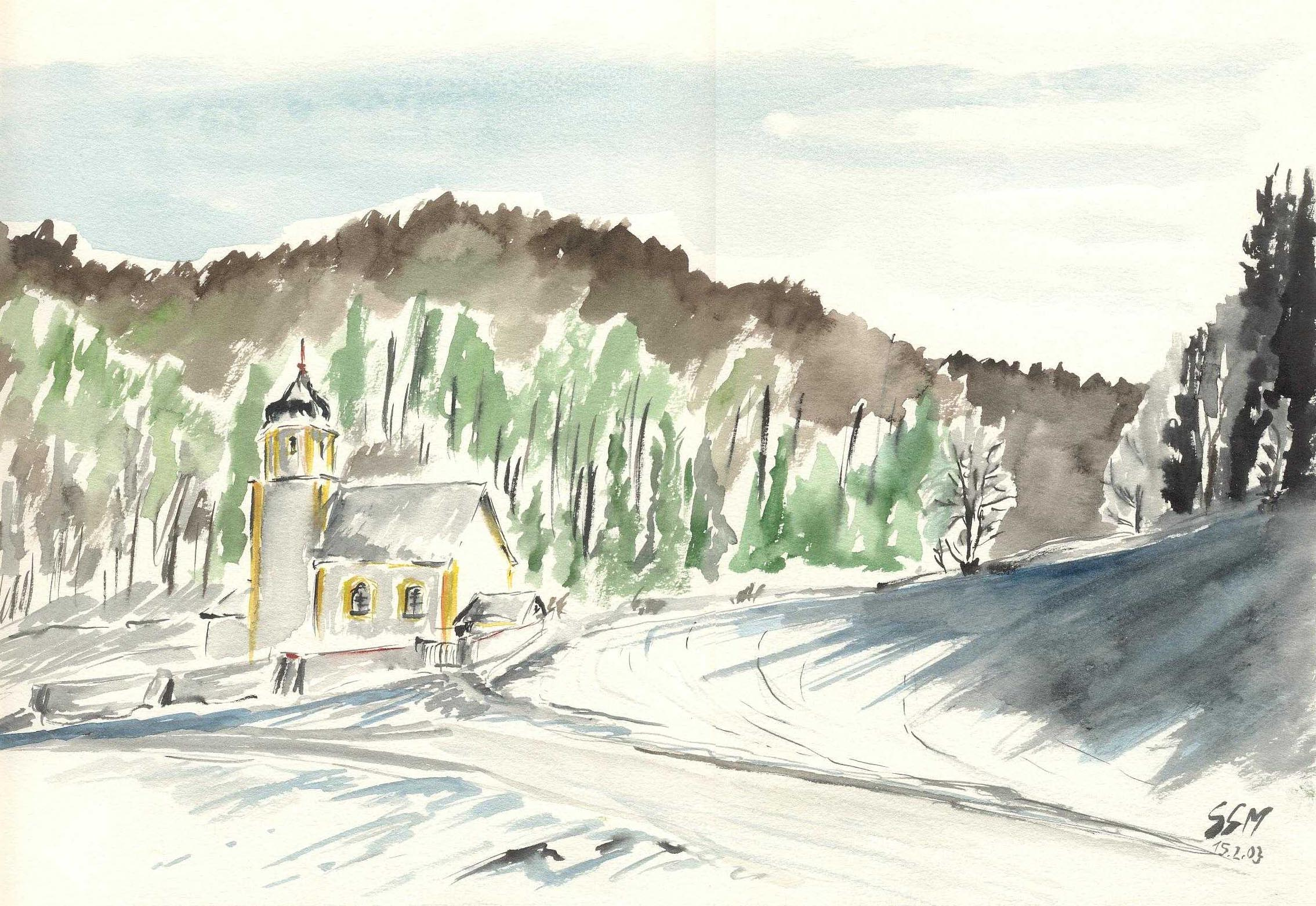
Schafhauser Kirche im verschneiten Anlautertal. Aquarell von Siegfried Schieweck-Mauk, Eichstätt (Nr. 882)

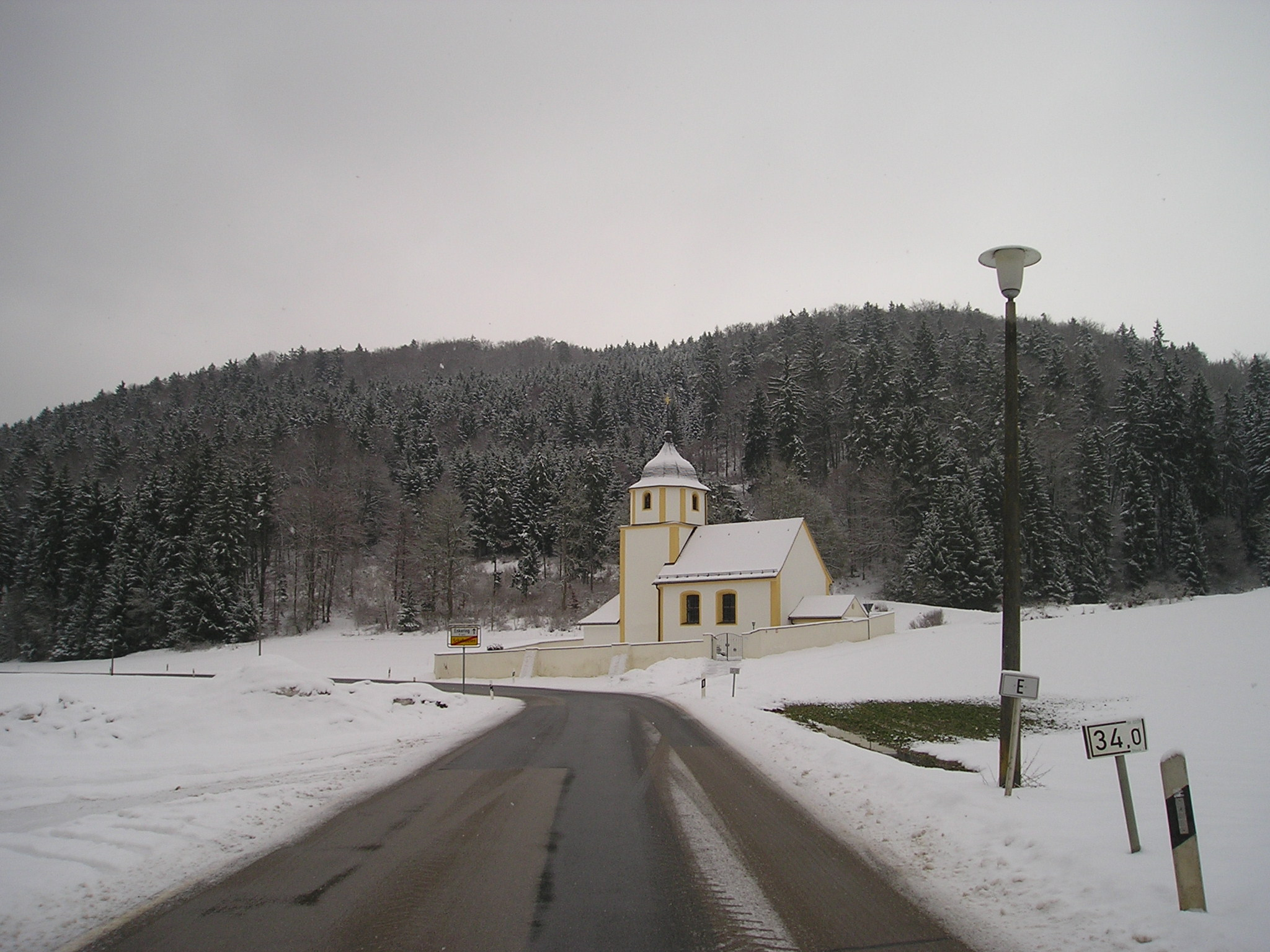
Die Schafhauser Kirche im Winter 2010/11

Die Schafhauser Kirche liegt etwas außerhalb des Dorfes. Als Filialkirche von Altdorf im Anlautertal ist sie dem hl. Martin geweiht; dieses „fränkische“ Patrozinium verweist auf ein Alter, das in Vorgängerbauten vielleicht sogar auf die Missionszeit des hl. Willibald, des Eichstätter Bistumsgründers,  zurückgeht. Der gedrungene Turm hat über einem quadratischen Unterbau ein kurzes, in verputztem Fachwerk ausgeführtes Oktogon mit Kuppelbau in Blech. Im Turm befindet sich der Chor, der wie das Langhaus innen flachgedeckt ist.
Die Kirche ist mittelalterlich, Chor und Turm scheinen gleichzeitig errichtet zu sein. 1484 erhielt die Kirche einen dem hl. Martin geweihten Altar, der 1591 erneuert wurde. Eine wesentliche Umgestaltung des Kirchleins erfolgte 1751 unter dem eichstättischen fürstbischöflichen Hofbaudirektor Gabriel de Gabrieli 1751.
Der Hochaltar entstand um die Wende zum 18. Jahrhundert; auch die Seitenaltäre stammen aus der Zeit um 1700. Das Altarbild des Hochaltars stammt wohl von dem in Südtirol geborenen Augsburger Maler Johann Evangelist Holzer (1709–1740). Die Kanzel von 1680 hat einen einfachen Schalldeckel. Eine spätgotische Vespergruppe von 1460 und eine St. Maria mit dem Kind von 1490 sind die bedeutendsten Kunstwerke der Kirche. Seit 1891 gibt es in der Kirche eine Orgel. Das Geläut wurde 1928 neu angeschafft, bezahlt durch Holzeinschlag im Kirchenwald. Schafhausen wird zusammen mit der Mutterpfarrei Altdorf im Anlautertal vom Pfarrer von Emsing (Gemeinde Titting) kirchlich versorgt.
Im Ort mit seinen 40 – laut Schematismus der Diözese Eichstätt von 2003 zur Gänze katholischen – Einwohnern steht gegenüber dem ehemaligen Gasthof ein mächtiges altes Jura-Bauernhaus (siehe Abbildung); außerdem weist das Dorf noch weitere in ihrem historischen Aussehen erhaltene Jurabauten auf. 
Nicht weit von der Kirche entfernt steht an der Straße in Richtung Schafhauser Mühle am Waldrand ein Dreifaltigkeits-Bildstock, der an einen Hostienfrevel erinnert: „Am 21. Juli 1891 wurde in Schaffhausen die Kirche ausgeraubt, der Tabernakel hierher geschleppt u. das Allerheiligste geschändet. Die hl. Hostien wurden hier ausgeschüttet u. in feierlicher Prozession nach Erlingshofen übertragen.“ Legendenhaft ist die Überlieferung, Schafe hätten die Hostien aufgefunden und seien an dieser Stelle nicht mehr weitergezogen.